# Litice zla
Litice zla je 670. redovna epizoda Zagora objavljena u svesci #202. u izdanju Veselog četvrtka. Na kioscima u Srbiji se pojavila 27. jula 2023. Koštala je 350 din (3 €; 3,2 $). Imala je 94 strane. Ovo je 3. deo duže epizode, koja je započela u svesci Sedam Vikinga (#200).

## Originalna epizoda
Originalna sveska pod nazivom Le scogliere del male objavljena je premijerno u #668. regularne edicije Zagora u izdanju Bonelija u Italiji 4. maja 2021. Epizodu su nacrtali Sedioli i Verni, a scenario napisao Jakopo Rauk. Naslovnu stranu je nacrtao Alesandro Pičineli. Cena sveske za evropskom tržištu iznosila je 4,9 €. 

## Krartak sadržaj
Starkard dolazi u logor Salto Vendinga, ubija njihovog vođu nakon čega celo pleme počinej da ga sledi i prihavata za novog poglavicu. Zagior dolazi u pregovore sa Vučjim ratnicima i Saucima u pokušaju da im objasni da se nad njima nadvila veća opasnost u vidu Starkarda. U konačnom okršaju sa Zagorom i Viknzima, Vučji ratnici menaju stranu i prestaj da slede Starkarda. Zagor ubija Starkarda koji, pogođen Zagorovom sekirom, pada u reku.

## Prethodna pojavljivanja Vikinga
Ovo je četvrto pojavljivanje Vikinga u redovnom serijalu. Viknizi predvođeni Gurtrumom su se prvi put pojavili u LMS-115. i LMS-116. pod nazivom Izazov kitolovcima i Okršaj sa Vikinzima, koje su u bivšoj Jugoslaviji izašle 1974. godine. Ove epizode reprizirane su u okviru edicije Odabrane priče #63. pod nazivom Odlazak u nepoznato, koji je izašao 5. januara 2023. godine. Drugi put se pojavljuju u Zlatnoj seriji #550-552, koji su u bivšoj Jugoslaviji izašle 1981. godine. Po treći put Vikinzi se pojavljuju u #11-14 u izdanju Veselog četvrtka 2008. godine.

## Prethodna i naredna epizoda
Prethodna sveska Zagora u okviru redovne edicije nosila je naslov Demoni iz magle (#201), a naredna Specijalni odred (#203).